# GNU Guile
GNU Guile — проєкт з розвитку вільної реалізації функціональної мови програмування Scheme, що підтримує можливість вбудовування коду у застосунки на інших мовах програмування. Guile англійською означає хитрість, і в проєкті розшифровується GNU Ubiquitous Intelligent Language for Extensions (укр. Повсюдна Інтелектуальна мова для Розширення GNU). Вперше вийшла у 1993 та є офіційною мовою розробки розширень для операційної системи GNU. Guile дозволяє легко інтегрувати в програми доповнення, модулі та скрипти, які розширюють функціональність.
Основу Guile становить ефективна віртуальна машина, яка виконує переносимий набір інструкцій, що генерується спеціальним оптимізувальним компілятором.  Віртуальна машина Guile легко інтегрується з кодом застосунків на мовах C та C++. До складу пакету входить бібліотека модулів, в яких реалізовані типові сервісні функції, такі як робота з протоколом HTTP, парсинг XML і використання методів об'єктно-орієнтованого програмування.
Крім мови Scheme, для якого реалізована підтримка специфікацій R5RS і R6RS, в рамках проєкту Guile розвиваються компілятори і для інших мов, таких як ECMAScript, Emacs Lisp і Lua.

## Виноски
1. ↑  Libraries
2. ↑  Blandy 1997, p. 102.
3. ↑  GNU Guile (About Guile). GNU Project. Архів оригіналу за 21 липня 2013. Процитовано 3 квітня 2012. Guile is the GNU Ubiquitous Intelligent Language for Extensions, the official extension language for the GNU operating system.